# Mikania guaco
Mikania guaco là một loài thực vật có hoa trong họ Cúc. Loài này được Bonpl. mô tả khoa học đầu tiên năm 1809.